# HART-протокол
HART-протокол (англ. Highway Addressable Remote Transducer  — віддалений адресний перетворювач з високою пропускною спроможністю)  — цифровий промисловий протокол передавання даних для промислових мереж

## Історична довідка
Протокол розроблений американською фірмою Rosemount Fischer (з 2002 року компанія носить назву Emerson Process Management) в середині 1980-х років. У 1986 році отримав назву HART і став відкритим стандартом. З 1990-х років він був доопрацьований і став загальновизнаним стандартом комунікації, що дозволяє обмінюватися інформацією між інтелектуальними давачами та приладами. Охоплює дротовий і бездротовий фізичні рівні, а також протокол обміну. Дротовий варіант дозволяє передавати цифрові дані і живлення двома провідниками, зберігаючи сумісність з аналоговими датчиками стандарту струмова петля 4—20 мА.
З 1993 року власником технологій та стандартизуючою організацією була HART Communication Foundation. З 2014 року, після злиття Fieldbus Foundation та HART Communication Foundation, специфікації HART підтримуються FieldComm Group.
На 2012 рік доступна специфікація версії HART 7.5, що підтримує технологію бездротової передачі даних. Починаючи з версії HART 5.0, специфікація зберігає сумісність протоколу знизу вгору. Тобто нові зміни вносяться так, щоб не торкнутися вже наявної функціональності. Специфікації HART і попередні можуть бути протокольно несумісні з наступними версіями.

## Специфікації

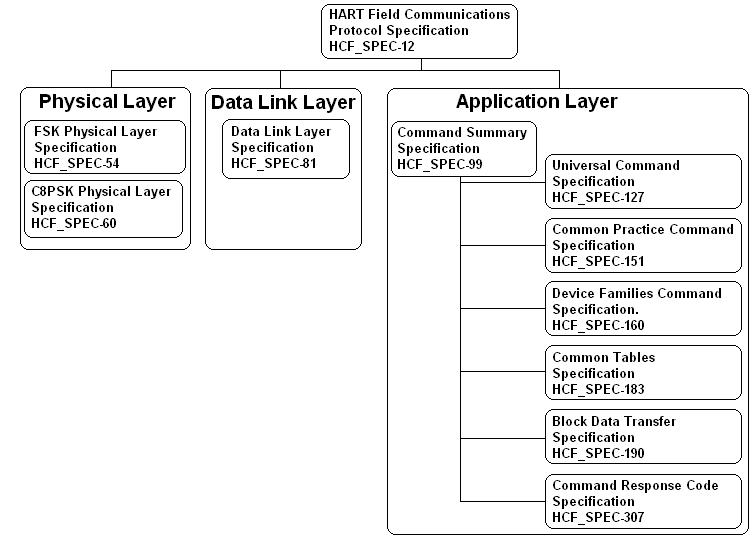
Взаємозв'язок документів проводового HART

До стандарту входить 17 документів, що охоплюють як дротовий, так і бездротовий (WirelessHART) варіант інтерфейсу. На 2017 рік базова специфікація маж ревізію HART 7 (документ HCF-SPEC-13). Політика поширення офіційних специфікацій передбачає або членство у стандартизуючій організації або придбання паперових копій документів, у відкритому доступі вони відсутні.
Частина специфікацій проводового HART входить до стандарту IEC 61158-CPF9. WirelessHART стандартизований як IEC 62591:2010.

## Основні поняття
Конфігурацію HART-пристроїв, підключених до лінії зв'язку, ведуть з ведучого пристрою за допомогою спеціально розробленої мови опису пристроїв DDL (Device Description Language). По суті, цей опис є загальним драйвером для HART-пристроїв, розроблених різними фірмами. Цією мовою задають спосіб перетворення HART-сигналів в технологічні дані, перелік даних що виводяться на екран HART-інтерфейсу.
HART-інтерфейс для підключення розподілених пристроїв автоматизації до лінії зв'язку, реалізують одним з трьох способів:
- через віддалений пристрій зв'язку з HART-модулем;
- через HART-модем;
- через HART-мультиплексор.

Найчастіше застосовують останній спосіб, що дозволяє не тільки підключати десятки пристроїв до лінії зв'язку, котрі працюють по HART-протоколу, але й
виділяти цифровий сигнал з суміші аналогового і цифрового сигналів.
У HART-протоколі визначено три рівні протоколу з семи, заданих стандартом ISO/OSI. Це фізичний, канальний і прикладний рівні. Фізичних рівнів два — старий з частотною модуляцією і новий з фазовою. Канальний рівень визначає структуру фреймів. Прикладний — набори команд.
HART-протокол дозволяє вивести на екран:
- покази багатьох датчиків одночасно;
- стан багатьох виконавчих пристроїв одночасно.

Передбачене попередження про зміни стану будь-якого пристрою.
Структура HART-мережі може бути двоточковою або багатоточковою. У двоточковій структурі сигнал датчика за допомогою HART-транслятора перетворюється в HART-телеграму і за допомогою HART-комунікатора передається в управляючу систему. У багатоточковій структурі сигнали датчиків перетворюються в HART-телеграми за допомогою HART-трансмітерів, встановлених на датчиках.

## Проводовий HART

### Фізичний рівень
Фізичний рівень HART реалізується поверх струмової петлі стандарту 4—20 мА. Дані передаються модуляцією струму амплітудою ±0,5 мА зі спектром більше 500 Гц, постійна складова недопустима. При цьому спектр аналогового сигналу струмової петлі має бути обмежений до 25 Гц. Мінімальний опір джерела живлення лінії (приймача сигналу 4—20 мА) 230 Ом. Отже, живлення датчика, зняття його первинних показів і вторинної інформації здійснюється по двох провідниках.

#### Частотна модуляція
Початковий варіант стандарту допускав лише одну швидкість і один вид модуляції, запозичений з модемного стандарту Bell 202: частотну маніпуляцію 1200/2200 Гц зі швидкістю 1200 бод. Для передавання логічної «1» HART використовує один повний період частоти 1200 Гц, а для передавання логічного «0» — два неповних періоди 2200 Гц. Розділення приймального і передавального каналів часове, тобто в один момент часу працює лише один передавач. Це фізичний рівень стандартизований у документі HCF SPEC-54.
Частотно-модульований режим є обов'язковим для усіх HART-пристроїв.

#### Фазова модуляція
Згодом стандарт було доповнено більш швидкісним варіантом з фазовою модуляцією. 8-позиційна фазова маніпуляція на одному періоді несучої 3200 Гц (тобто символьна швидкість 3200 бод), швидкість передавання даних становить 9600 біт/с (за допомогою одного символу кодується 3 біти). Стандарт визначає варіант з фазовою модуляцією як додатковий і рекомендує повертатись до частотної модуляції при проблемах зі зв'язком. Цей фізичний рівень стандартизований у документі HCF SPEC-60.

#### Повідомлення
Обмін ведеться повідомленнями — нерозривними наборами даних. Кожне повідомлення містить преамбулу для синхронізації демодулятора приймача та набір даних, які називаються кадром. Між повідомленнями йдуть паузи, під час яких жодна модуляція на лінію не йде. Дані передаються байтами у форматі асинхронного інтерфейсу, тобто забезпечені стартовим, стоповим бітом і бітом контролю парності для перевірки цілісності прийому.
У режимі частотної модуляції преамбула є від 5 до 20 байт 0xFF того ж формату асинхронного інтерфейсу. Ведені пристрої зазвичай використовують мінімальну для них довжину преамбули, ведучий пристрій мережі зобов'язаний починати обмін з максимально довгої преамбули і може зменшувати її, якщо дозволяють ведені пристрої. У режимі фазової модуляції преамбула відрізняється, але структура кадру така ж.

#### Проводка
Для підключення приладів стандарт рекомендує застосовувати екранований кабель з перетином не менше 24 AWG (0,2 мм2). Оціночна таблиця максимальної рекомендованої довжини залежно від погонної ємності кабелю для дроту перетином 18 AWG (0,8 мм2):
| К-сть приладів на лінії | 65 пФ/м | 95 пФ/м | 160 пФ/м | 225 пФ/м |
| ----------------------- | ------- | ------- | -------- | -------- |
| 1                       | 2769 м  | 2000 м  | 1292 м   | 985 м    |
| 5                       | 2462 м  | 1815 м  | 1138 м   | 892 м    |
| 15                      | 1846 м  | 1415 м  | 892 м    | 708 м    |

### Канальний рівень
HART-протокол працює за принципом «ведучий — ведений» з обміном пакетами виду «команда + дані». Тобто, в мережі є ведучий пристрій, що формує запити, і один або більше ведених пристроїв, що відповідають на запити ведучого.

#### Multi-master
Протокол допускає наявність двох керуючих пристроїв (майстрів). Їх називають Primary Master та Secondary Master. Другий ведучий може виконувати роль контрольно-налаштувального терміналу, що дозволяє отримати доступ до приладів без відключення чи іншого порушення роботи обладнання. Допускається гаряче підключення другого ведучого.

#### Multi-drop
Напочатках HART допускав лише один ведений пристрій на лінії. Він формував аналоговий сигнал 4—20 мА і незалежно від аналогового сигналу відповідав на запити ведучого пристрою. Цей режим називали «Point-to-Point». У цьому режимі по витій парі проводів одночасно передають аналогову і цифрову інформацію. Максимальна відстань між приладами становить 3000 м.
Починаючи з HART 3 увели можливість підключати до однієї пари дротів до 15, а з HART 6 і до 63 пристроїв. У цьому режимі, що отримав назву Multi-drop, пристрої фіксують аналоговий вихід на рівні 4 мА та використовують мережеву адресацію у протоколі. У цьому режимі по лінії передають лише цифрову інформацію. Вона може бути передана до усіх підключених пристроїв одночасно. При цьому відповідає лише пристрій, до якого відправлено запит. Максимальна відстань між крайніми приладами становить 100 м. Це обумовлено тим, що сумарна ємність підключених пристроїв призводить до спотворення сигналу. До лінії передачі інформації приєднують джерело живлення.

#### Формат фрейму
Структура даних фрейму подана у таблиці:
| Назва поля  | Довжина (байт) | Призначення                                                                                         |
| ----------- | -------------- | --------------------------------------------------------------------------------------------------- |
| Delimiter   | 1              | Використовується для визначення початку кадру, номера ведучого пристрою та наявності поля Expansion |
| Address     | 1 або 5        | Містить мережеву адресу призначення, індикатор Burst Mode                                           |
| [Expansion] | 0—3            | |
| Command     | 1              | Код команди                                                                                         |
| Byte Count  | 1              | Розмір полів Status+Data                                                                            |
| [Status]    | 0 або 2        | Статус веденого пристрою. У фреймах ведучого пристрою відсутнє                                      |
| [Data]      | 0—255          | Дані команди                                                                                        |
| Check Byte  | 1              | XOR для всіх байтів повідомлення починаючи з Delimiter до останнього байта Data                     |

Delimiter
Визначає напрям передавання (ведучий до веденого або навпаки), довжину полів адреси і expansion.
Адреса
Напочатку довжина поля адреси була однобайтовою, для адресації пристрою виділялось 4 біти. Отже, в марежі могло бути лише до 16 пристроїв, включи ведучий мережевий пристрій. Починаючи з HART 6, поле адреси розширили до 5 байтів, для адресації пристроїв виділили 38 бітів, і тепер пристрої в мережі адресуються за їхніми унікальними номерами.
Expansion
Опційне поле, з'явилось починаючи з версії HART 6. Довжина визначається у байті Delimiter.
Command
Коди команд розбиті на декілька груп. Починаючи з HART 6, код команди може розширюватись до двох байтів, розташованих першими у полі Data.

## WirelessHART

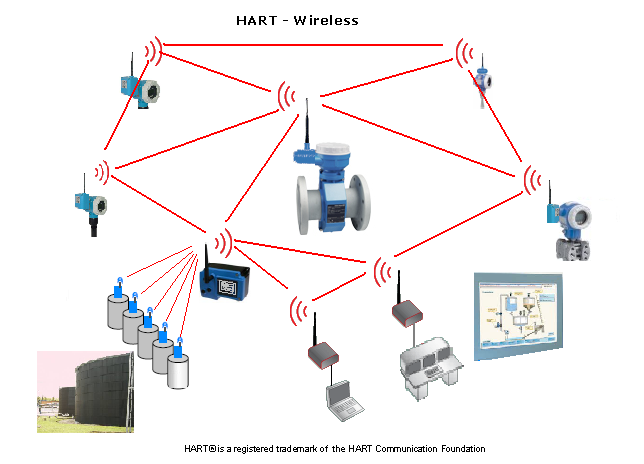
WirelessHART

У вересні 2007 року HART Communication Foundation випустив новий бездротовий стандарт WirelessHART. Як радіоканал WirelessHART використовував стандарт бездротових мереж IEEE 802.15.4 (діапазон ISM) з розділенням каналів по часу (TDMA). Трафік шифрується (AES 128).
WirelessHART є частиною нової специфікації HART 7, а також він стандартизований як IEC 62591:2016. Документ на протокол: WirelessHART Device Specification HCF SPEC-290.
Мережа WirelessHART є самоорганізованою. Для додавання пристрою до мережі достатньо увести пароль доступу до мережі. За потреби пристрої можуть самостійно будувати топологію ретрансляції. Відстані між вузлами мережі можуть сягати декількох кілометрів.